# Jerzy (Griaznow)
Jerzy, imię świeckie Aleksandr Griaznow (ur. 26 stycznia 1934 w Bierdinie, zm. 1 kwietnia 2011 w Kałudze) – biskup Rosyjskiego Kościoła Prawosławnego.

## Życiorys
Urodził się w rodzinie robotniczej. Po ukończeniu technikum rolniczego pracował jako agronom. Po odbyciu obowiązkowej służby wojskowej wstąpił do moskiewskiego seminarium duchownego, które ukończył w 1962. 26 listopada 1968 przyjął święcenia diakońskie, zaś 28 kwietnia 1969 – kapłańskie. W 1970 uzyskał dyplom kandydata nauk teologicznych w Moskiewskiej Akademii Duchownej. 2 kwietnia 1972 złożył wieczyste śluby zakonne, przyjmując imię Jerzy na cześć wielkomęczennika Jerzego. W roku następnym otrzymał godność ihumena.
Od 1976 pracował na katedrze homiletyki Moskiewskiej Akademii Duchownej z tytułem naukowym docenta, dwa lata później otrzymał godność archimandryty. W 1982 mianowany inspektorem Akademii, zaś w styczniu 1989 jej prorektorem. 10 kwietnia tego samego roku Święty Synod Rosyjskiego Kościoła Prawosławnego nominował go na biskupa czelabińskiego i złatoustowskiego. Uroczysta chirotonia miała miejsce 23 kwietnia 1989.
Jako biskup czelabiński Jerzy (Griaznow) doprowadził do wzrostu liczby parafii z 17 do 68 oraz przyczynił się do wzniesienia w Czelabińsku sześciu nowych cerkwi. Na katedrze pozostawał do grudnia 1996, gdy został przeniesiony do eparchii kałuskiej i borowskiej jako biskup pomocniczy z tytułem biskupa ludinowskiego. Od 2005 arcybiskup. 
Zmarł w 2011 w szpitalu obwodowym w Kałudze wskutek udaru mózgu.